# Ruppia megacarpa
Ruppia megacarpa är en natingväxtart som beskrevs av R.Mason. Ruppia megacarpa ingår i Natingsläktet och i familjen natingväxter. IUCN kategoriserar arten globalt som livskraftig. Inga underarter finns listade.